# Daniel Filleborn

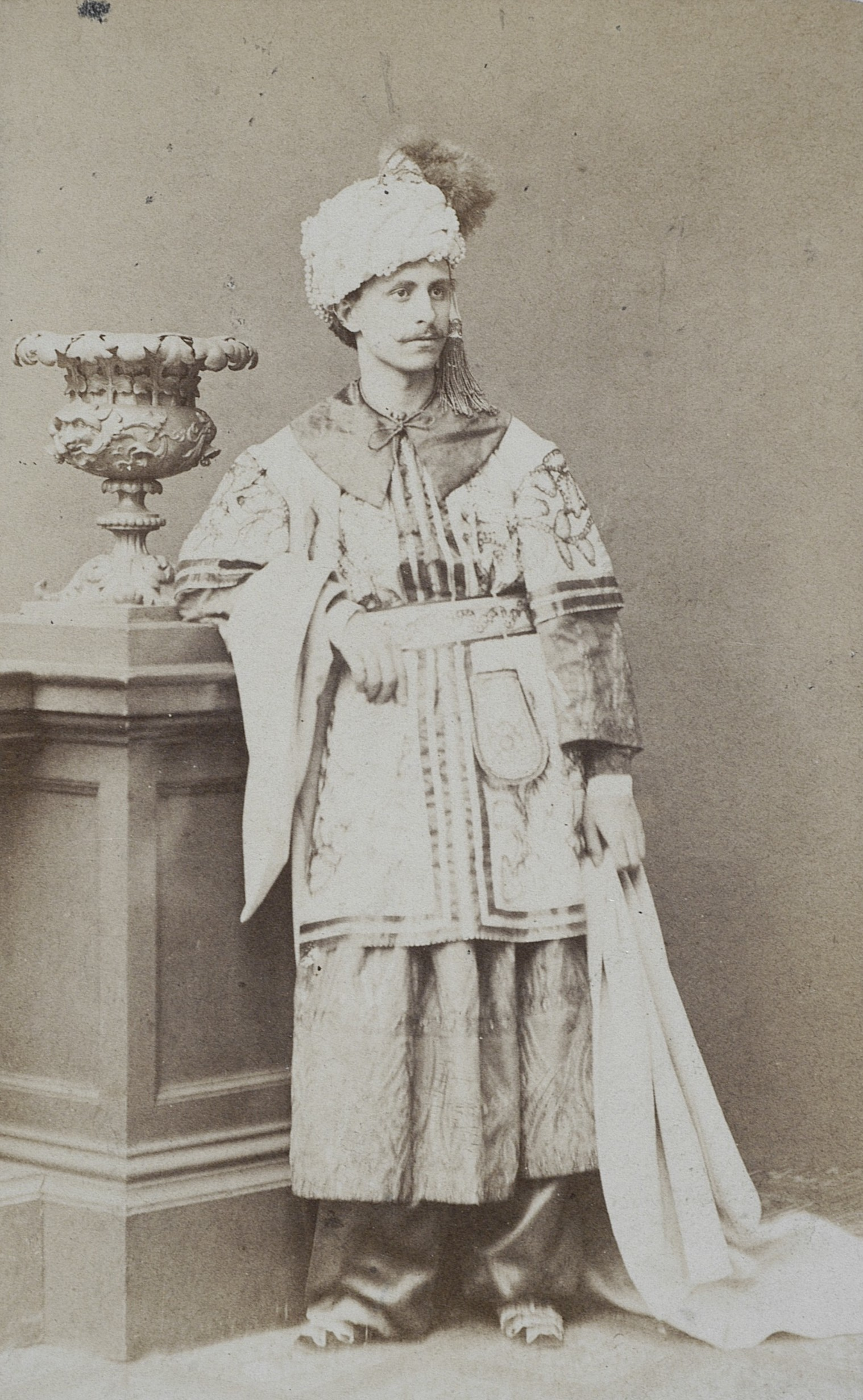
Daniel Filleborn w stroju scenicznym na fotografii Maksymiliana Fajansa (ok. 1865)

Daniel Filleborn (ur. 7 listopada 1841  w Warszawie, zm. 3 czerwca 1904 w Marcelinie) - tenor, śpiewak operowy.

## Życiorys
Początkowo kształcił się u Jana Quattriniego, następnie (od 1863) w Mediolanie u Francesco Lampertiego. Debiutował w 1862 i stopniowo wysunął się na czoło zespołu Opery Warszawskiej. Zasłynął szczególnie jako odtwórca partii Jontka w Halce. Śpiewał tenorem lirycznym. Ze sceny wycofał się w 1882. Pochowany na cmentarzu Powązkowskim - kw. 28 wprost, rząd 2, grób 26/27.

## Rodzina
Był bratem śpiewaka operowego, Kazimierza Filleborna. W 1876 r. ożenił się z Marią Czulińską (lub Martą Czuleńską) i prowadził z nią po przejściu na emeryturę restaurację "Marcelin". 